# Der Schrecken vom Amazonas
Der Schrecken vom Amazonas (Originaltitel: Creature from the Black Lagoon) ist ein im 3D-Format gedrehter Horrorfilm-Klassiker des US-amerikanischen Regisseurs Jack Arnold aus dem Jahre 1954.
Eine Forschungsexpedition stößt in einem Seitenarm des Amazonas, der „Schwarzen Lagune“, auf einen „Kiemenmenschen“, halb Meeres-, halb Landlebewesen, der schnell zu einer tödlichen Bedrohung für die Expeditionsteilnehmer wird.

## Handlung
Eine Gruppe von Geologen findet bei Grabungen am Amazonas eine versteinerte Hand, die von einem fehlenden Verbindungsglied zwischen Meeres- und Landlebewesen stammen könnte. Um nach weiteren Funden zu forschen, rüstet Dr. David Reed, ein Ichthyologe, eine neue Expedition aus, die neben ihm aus den Wissenschaftlern Williams, Thompson und Maia besteht. Reeds Freundin Kay Lawrence schließt sich der Expedition ebenfalls an.
Mit dem kleinen Dampfer „Rita“ macht man sich auf den Weg zum alten Lager, findet aber die zurückgelassenen Expeditionsmitglieder nur noch tot vor. Kapitän Lucas von der „Rita“ vermutet, dass sie von einem Jaguar getötet wurden, doch die Wissenschaftler können sich der Vermutung nicht anschließen. Als ein Besatzungsmitglied verschwindet, breitet sich unter den Forschern Unbehagen aus.
Weil weitere Grabungen kein Ergebnis bringen, entschließt man sich, weiter stromaufwärts zur sogenannten Schwarzen Lagune zu fahren, aus der der bisherige Fund herausgespült worden sein könnte. Unbemerkt ist ihnen ein „Kiemenmensch“, der sowohl an Land als auch unter Wasser atmen kann, bis in die Lagune gefolgt. Der Kiemenmensch beobachtet unter Wasser, wie Kay Lawrence ein Bad in der Lagune nimmt, und gerät in ein Fischernetz, aus dem er aber entkommen kann. Nachdem er zwei weitere Besatzungsmitglieder getötet hat, gelingt es den Forschern, ihn in einem Käfig zu fangen. In der Nacht kann er erneut entkommen und verletzt Dr. Thompson schwer.
Als sich die Forscher entschließen, die Expedition abzubrechen, finden sie den Ausgang der Lagune von Baumstämmen blockiert. David Reed versucht, die Blockade zu entfernen, wird aber vom Kiemenmenschen angegriffen. Dr. Williams ertrinkt beim Versuch, die Kreatur zu fangen. Kurz danach entführt der Kiemenmensch Kay in seine Höhle an Land. Bei der Befreiungsaktion wird er durch mehrere Gewehrschüsse verletzt und versinkt in den Tiefen der Schwarzen Lagune.

## Hintergrund

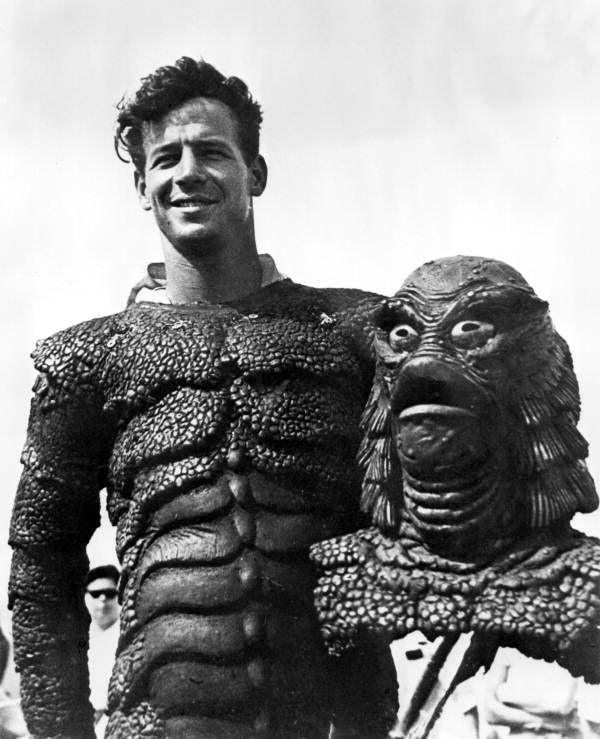
Ricou Browning, einer der beiden Darsteller des Kiemenmenschen

Der Schrecken vom Amazonas entstand auf dem Studiogelände des Produktionsstudios Universal und an verschiedenen Drehorten in Kalifornien und Florida. Die Unterwasseraufnahmen wurden von einem Second-Unit-Team unter Leitung von James C. Havens in Wakulla Springs, Florida, gedreht.
In dem Kostüm des Kiemenmenschen steckte in den Unterwasseraufnahmen der professionelle Taucher Ricou Browning, der später unter anderem bei der Fernsehserie Flipper mitwirkte und für die Unterwasseraufnahmen in den James-Bond-Filmen Feuerball und Sag niemals nie verantwortlich zeichnete. Der Darsteller Ben Chapman spielte den Kiemenmenschen an Land.
Das Design für Maske und Kostüm des Kiemenmenschen wurde offiziell Bud Westmore, dem Leiter von Universals Make-up-Department, zugeschrieben, stammte aber tatsächlich von der Maskenkünstlerin und Schauspielerin Milicent Patrick (1915–1998), die unter anderem auch, ebenso ungenannt, die Aliens und Mutanten in den Jack-Arnold-Filmen Gefahr aus dem Weltall und Metaluna IV antwortet nicht entworfen hatte. Patrick wurde vom Studio auf Promotiontour für den Film geschickt, unter dem Titel „The Beauty Who Created the Beast“. Auf Betreiben Westmores wurde der Name der Tour dann aber bald auf „The Beauty Who Lives With the Beast“ geändert, um zu verhindern, dass Patrick als Urheberin aufschien. Das Aussehen der Kreatur war unter anderem inspiriert von alten Darstellungen zweier mittelalterlicher Fabelwesen, des Meermönchs und des Seebischofs.
Gleich fünf Musiker waren an der Komposition der Filmmusik beteiligt: Hans J. Salter, Henry Mancini, Herman Stein, Milton Rosen und Robert Emmett Dolan. Keiner von diesen wurde in den Titeln genannt, stattdessen fand Joseph Gershenson Erwähnung für „Musical Direction“. Mancini erklärte in einem Interview, dass es zu jener Zeit bei Universal üblich war, dass Gershenson, Leiter der Musikabteilung, mehreren Musikern gleichzeitig die Komposition für ein Projekt übertrug, um so Zeit zu sparen.
Ursprünglich wurde der Film für das Polarisationsverfahren in 3D aufgenommen. Bei der Projektion wird hierfür jedoch eine teure silberbeschichtete Leinwand benötigt, die in der Lage ist, das polarisierte Licht zurückzustrahlen. Zwei mechanisch gekoppelte Projektoren müssen beide Filme (einen für das linke und einen für das rechte Auge) bildgenau aufführen. Dabei passierte es immer wieder, dass einer der Filme riss und dann eine passgenaue Aufführung kaum mehr möglich war und der Film in der normalen „flachen“ Version fortgesetzt werden musste. Aus diesen Gründen wurde der Film umkopiert in das billigere anaglyphe Rot-Grün-Verfahren, das mit nur einem Film auskommt und auf eine normale Kinoleinwand projiziert werden kann. Diese Fassung wurde am 28. August 2010 von dem TV-Sender ARTE ausgestrahlt. Auch im WDR-Fernsehen wurde der Film im Anaglyphen-Verfahren Anfang der 1980er gezeigt. Vielfach wurde der Film (im Kino, im Fernsehen und auf Video/DVD) aber auch nur in flachem Schwarzweiß gezeigt.

## Erstaufführung

### Kinostart
Der Schrecken vom Amazonas startete am 5. März 1954 in den amerikanischen und am 24. September 1954 in den bundesdeutschen Kinos. In Österreich startete der Film im selben Jahr unter dem Titel Das Ungeheuer der schwarzen Lagune.

### Synchronisation
Die deutsche Synchronfassung entstand bei der Rank Film Synchronproduktion in Hamburg. Für Dialogbuch und Dialogregie war Edgar Flatau verantwortlich.
| Rolle         | Darsteller      | Synchronsprecher   |
| ------------- | --------------- | ------------------ |
| David Reed    | Richard Carlson | Hermann Lenschau   |
| Kay Lawrence  | Julie Adams     | Gertrud Meyen      |
| Carl Maia     | Antonio Moreno  | Rudolf Fenner      |
| Mark Williams | Richard Denning | Rolf Mamero        |
| Dr. Thompson  | Whit Bissell    | Friedrich Schütter |

## Thematik
Der Schrecken vom Amazonas gilt als Musterbeispiel für das Subgenre des Monsterfilms. Kritiker und Filmhistoriker zogen Parallelen zu King Kong und La Belle et la Bête (Hahn/Jansen) sowie zu Der weiße Hai (Phil Hardy):

„Der Schrecken vom Amazonas mag […] als Zusammenfassung der erotischen Mythologie des Genres und zugleich seine poetische Reflexion gelten. […] In Arnolds Film ist die genregemäße Rationalisierung (das Monster ist das letzte einer verschollenen Rasse, die sich in der Evolutionsgeschichte vor dem Menschen herausbildete) kaum noch mehr als eine ‚Zugabe‘ zum gotischen Schrecken und seiner Moral. Es ist der aus dem Horror-Genre bekannte Zyklus: die Beschwörung eines Teufels durch Eintritt in verbotenes Gebiet, durch einen frevelhaften Wissensdrang oder durch leichtsinnigen Umgang mit alten Überlieferungen, seine Erscheinung, seine ersten unbedeutenden und nur der Demonstration seiner Macht dienenden Opfer, seine Begegnung mit der Frau, die seiner Existenz plötzlich einen anderen Sinn zu geben scheint, seine Verletzlichkeit durch sie, seine Rückkehr in die Hölle.“

„Trotz der abstoßenden Hässlichkeit, die auf ihre Weise schon wieder originell war, machte [die Kreatur] aufgrund ihrer Einsamkeit und Leidenschaft für Kay […] eine höchst beeindruckende Figur, die der von King Kong nicht unähnlich war: Der unbestrittene Gott einer abgekapselten Welt wird urplötzlich durch seine Schwäche für eine Schönheit verwundbar gemacht, die ihm nie zuvor begegnet ist.“

## Kritik
Die ersten drei Rezensionen datieren nahe zum Filmstart, die nachfolgenden entstanden in zeitlich größerem Abstand:

„Regisseur Jack Arnold liefert in puncto Schauereffekte und Spannung erstklassige Arbeit ab.“

„Die Geschehnisse über und unter Wasser wurden in 3D gefilmt, um eine Illusion der Tiefe zu erzeugen, wenn man sie durch polarisierte Gläser betrachtet. Der Abenteuergeschichte fehlt die Tiefe.“

„Naiv-gruseliger Unsinn.“

„Archetypischer 50er Jahre-Monsterfilm, der so oft kopiert wurde, dass er etwas von seiner Kraft eingebüßt hat, aber die Geschichte […] hat immer noch Unterhaltungswert.“

„Die mechanisch ablaufende Geschichte […] wird durch Arnolds Sinn für atmosphärische Schauplätze und die oft sympathische Darstellung des Monsters stark aufgewertet. Interessanterweise wird die Bedrohung auch als sexuell wahrgenommen (insbesondere in der Szene, in der das Wesen gebannt unter der mit einem hautengen Badeanzug bekleideten [Julie] Adams schwimmt), wodurch der Film als Vorläufer des Weißen Hais gesehen werden kann.“

„Arnold […] inszenierte das abenteuerliche Geschehen als ‚Ökothriller‘ mit erotischen Akzenten um eine gefährdete und unbekannte Natur. Wertung: 3 Sterne (sehr gut).“

„Seinerzeit im 3-D-Verfahren hergestellter Abenteuerfilm mit raffinierten Unterwasseraufnahmen, der mit seinen naiv-gruseligen Schauereffekten gute und lange Zeit unterschätzte Unterhaltung bietet. Ein Musterbeispiel an filmästhetischer Homogenität, wie man es selten im Genrekino findet.“

Für den Schriftsteller Stephen King war Creature from the Balck Lagoon der erse Horrorfilm, den er als Kind gesehen hatte. Er begleitete seine Mutter und ihren damaligen Freund zusammen mit seinem Bruder dafür ins Autokino, wo sie sich den Film gemeinsam ansahen. Er schrieb, er erinnere sich nur an eine Szene aus dem Film deutsch, die aber einen bleibenden Eindruck hinterlassen habe, und in der das Monster den Hauptdarstellern auflauert, die sich mit ihrem Schiff in der Lagune befinden. Er schrieb, in diesem Moment sei das Monster zu „seinem Monster“ geworden und er wusste, dass es ihn „später an der schwarzen Lagune seiner Träume besuchen und dort wesentlich realistischer aussehen würde. Er konnte im Schrank warten, wenn wir zurückkehrten; er konnte zusammengekauert in der Dunkelheit des Badezimmers am Ende des Flurs hocken und nach Algen und Sumpffäulnis stinken und bereit sein für einen kleinen Jungen als Nachmitternachtssnack.“

## Veröffentlichungen zum Film

### Blu-ray/DVD/Super-8
- In den USA erschien Creature From the Black Lagoon 2000 als Einzel-DVD und 2004 als Teil einer Box mit allen drei Teilen unter dem Titel Creature From the Black Lagoon: The Legacy Collection. In Deutschland erschien Der Schrecken vom Amazonas als Einzel-DVD 2004 und 2010 mit wechselndem Cover und dem Zusatz „Monster Collection“ beziehungsweise „Universal Horror“. Alle diese Veröffentlichungen präsentieren den Film in nicht-stereoskopischem Schwarzweiß und enthalten neben dem Hauptfilm eine Dokumentation und einen Audiokommentar des Filmhistorikers Tom Weaver.

- 2012 erschien Creature From the Black Lagoon auf Blu-ray als Teil der „Universal Monsters Collection“-Box. Diese Veröffentlichung enthält den Film in einer 3D- und einer nicht-stereoskopischen Version. Gegenüber früheren Fassungen werden beide Versionen statt im 1,33:1-Normalbild- bzw. Open-Matte-Format in einem abgekaschten 1,85:1-Breitwandformat präsentiert.

- Piccolo Film veröffentlichte in Deutschland eine 110-Meter-Kurzfassung des Films in 3D auf Super-8 (ca. 15 Minuten lang).

### Filmmusik
Hans J. Salters Filmmusik erschien wiederholt auf Kompilationsalben, wobei diese zumeist nicht die Originalaufnahmen, sondern Neueinspielungen enthielten. 1994 erschien ein 15-minütiger Auszug aus den Originalaufnahmen auf dem Album Creature From the Black Lagoon. A Symphony of Film Music by Hans J. Salter auf dem US-Label Intrada. Das Label Monstrous Movie Music veröffentlichte 2000 das Kompilationsalbum Creature from the Black Lagoon (and other Jungle Pictures), das erstmals alle Kompositionen der fünf beteiligten Musiker enthielt, eingespielt vom Radiosinfonieorchester der Slowakei.

### Buch zum Film
1954 erschien eine Romanfassung, verfasst von John Russell Fearn unter dem Pseudonym Vargo Statten. Eine weitere, stärker vom Film abweichende Romanadaption erschien 1977, verfasst von Walter Harris unter dem Pseudonym Carl Dreadstone.

## Rezeption und Nachwirkungen

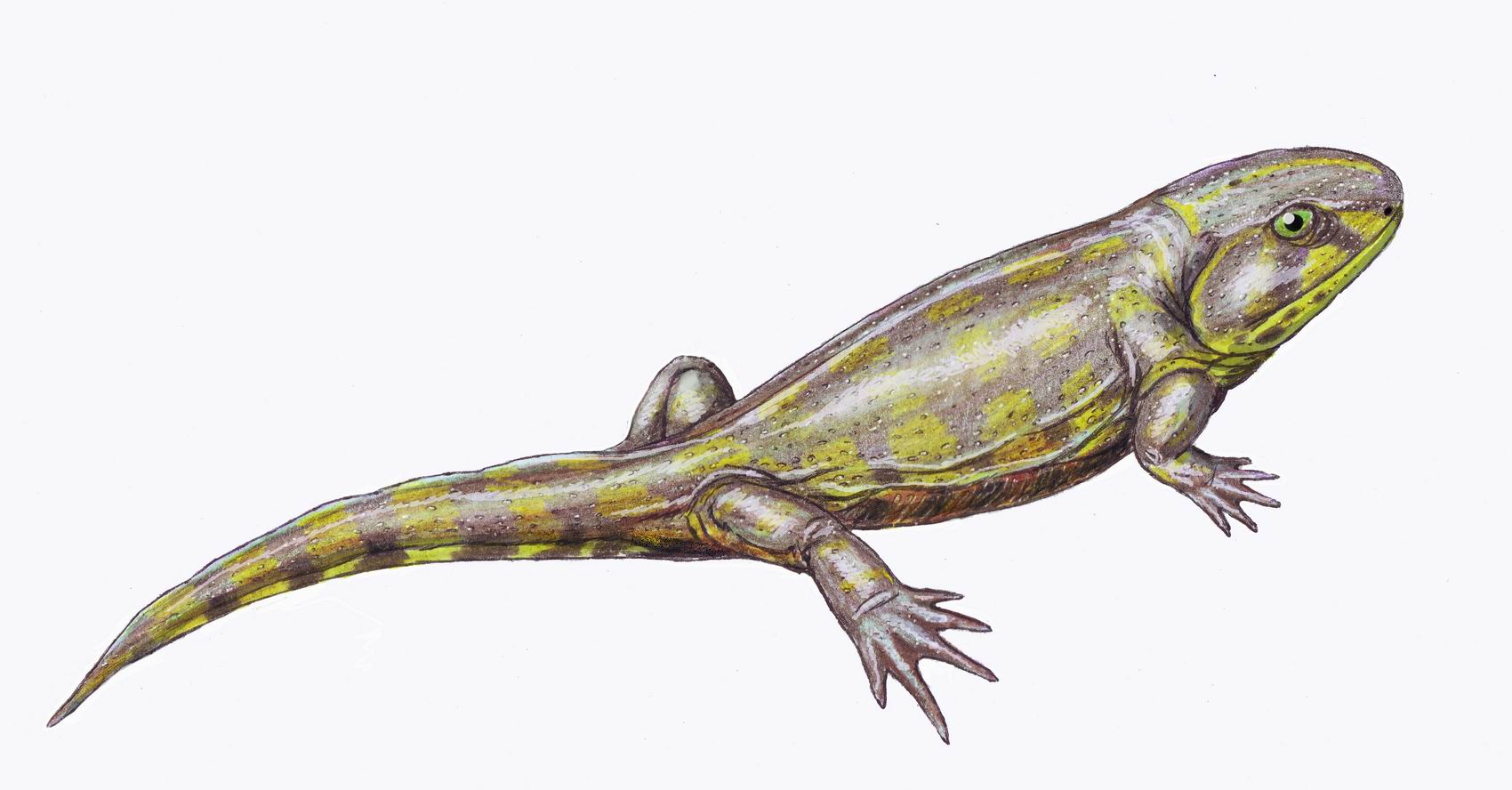
Lebendrekonstruktion von Eucritta melanolimnetes

Aufgrund des kommerziellen Erfolgs des Films entstanden zwei Fortsetzungen: Die Rache des Ungeheuers (Revenge of the Creature, 1955), der ebenfalls von Jack Arnold in 3D gedreht wurde, und Das Ungeheuer ist unter uns (The Creature Walks Among Us, 1956) von dem Regisseur John Sherwood, der als reiner Schwarzweißfilm in die Kinos kam. In beiden Fortsetzungen spielte wieder Ricou Browning den Kiemenmenschen in den Unterwasseraufnahmen. Für die Aufnahmen an Land schlüpften in Die Rache des Ungeheuers Tom Hennesy, in Das Ungeheuer ist unter uns Don Megowan in das Kostüm. Nestor Paiva, der im ersten Teil Kapitän Lucas verkörperte, trat auch in Die Rache des Ungeheuers auf.

### Rezeption im Filmbereich
Daneben taucht der Film oder das Ungeheuer auch in anderen Zusammenhängen auf. So kommen Marilyn Monroe und ihr Filmpartner in Billy Wilders Komödie Das verflixte 7. Jahr aus dem Jahr 1955 aus einem Kino, in dem Der Schrecken vom Amazonas gezeigt wird. 1964 tauchte der Kiemenmensch in der Fernsehserie Die Munsters in der Folge Love Comes to Mockingbird Heights auf und erhielt den Namen „Onkel Gilbert“ (von „Gill Man“, deutsch „Kiemenmensch“).
In dem Rock-’n’-Roll-Film Cry-Baby mit Johnny Depp von 1990 sind im Rahmen einer Gefängnis-Vorführung in einem verdunkelten JVA-Saal während eines Einbruchs einige Szenen aus dem Horrorfilm zu sehen. Der Film Das Flüstern des Wassers aus dem Jahr 2017 wurde ebenfalls von dem Klassiker inspiriert und setzt ihn im ursprünglichen zeitlichen Umfeld der 1950er Jahre, aber an der Ostküste der Vereinigten Staaten neu in Szene, wobei auch die aus moderner Sicht sehr fragwürdigen Gesellschaftsmerkmale (Rassentrennung, Kalter Krieg, Bestrafung von Homosexualität) der damaligen Zeit sowie allgemein das Lebensrecht Andersartiger thematisiert werden.

### Rezeption im Musikbereich
Im Musikbereich gibt es mehrere Rezeptionen, bei denen der Film und die Kreatur aufgegriffen wurden oder bei denen sie als Inspiration dienten, vor allem im Bereich des Rockabilly und des Heavy Metal. So benannten zahlreiche Bands und Musiker unterschiedliche Songs als The Creature from the Black Lagoon, darunter der walisische Musiker Dave Edmunds auf seinem Album Repeat When Necessary von 1979, die amerikanische Rockabilly-Band The Cramps mit einem Song ihres Albums Stay Sick von 1990, The Other auf The Place to Bleed von 2009 und The Monsters auf dem 2013 erschienen Album The Hunch. Die Funkband The Jimmy Castor Bunch veröffentlichte 1972 den Song Say Leroy (The Creature from the Black Lagoon in Your Father) auf dem Album Phase Two und die amerikanische Metal-Band Iced Earth veröffentlichte den Song Dragon’s Child auf ihrem Album Horror Show aus dem Jahr 2001, der ebenfalls von der Kreatur inspiriert wurde.
Sam McKinley benannte sein Harsh-Noise-Wall-Projekt The Rita nach dem Boot im Film und nutzte diverse Anspielungen und Zitate, um sich mit der Dekonstruktion und Abstraktion der Frau in Gesellschaft und Kunst zu befassen.

### Sonstige Rezeption
Das Filmmonster fand auch Eingang in die Paläontologie. Als Jenny Clack von der Universität Cambridge ein neues Fossil entdeckte, benannte sie es Eucritta melanolimnetes (griechisch für creature from the black lagoon).